# Warano Tour
Warano Tour est une tournée du chanteur congolais Gims pour la promotion de ses albums Subliminal et Mon cœur avait raison.